# Batya Gur
Batya Gur (בתיה גור) (Tel Aviv, 20 de enero de 1947 - 19 de mayo de 2005) profesora, escritora y crítica israelí especialista en novela policíaca.

## Biografía
Nacida en Tel Aviv en 1947 y descendiente de supervivientes del Holocausto, se doctoró en literatura comparada en la Universidad Hebrea de Jerusalén, ciudad en la que vivió hasta su muerte. Allí, durante más de veinte años, ejerció la docencia en su especialidad y colaboró como crítica literaria y ensayista en el periódico Haaretz.
Se la llegó a conocer como "la Agatha Christie de Israel", pero antes de encontrar su verdadero camino literario se dedicó a actividades académicas y llegó a publicar dos ensayos, uno sobre los nuevos asentamientos judíos en el sur de Israel y otro sobre Jerusalén. Comenzó tarde a escribir ficción, con 41 años, y varios de sus personajes se basan en personalidades de los medios académicos de su país.
En 1988 comenzó a escribir la serie de seis novelas basadas en Ohayon, el educado, pensativo e intelectual detective que cautivó a los lectores en hebreo. La primera novela, El asesinato del sábado por la mañana, fue adaptada como film televisivo por la televisión israelí. En cada libro de la serie, el detective Ohayon ingresa a un mundo cerrado, una sociedad aislada, con reglas propias (psicoanalistas o miembros de un kibutz, por ejemplo). Con su íntimo conocimiento de la naturaleza humana y un peculiar estilo para acercarse al nudo del problema, Ohayon rompe los pactos de silencio y resuelve exitosamente misteriosos homicidios. Murió de cáncer a la edad de 57 años.